# مختبرات خان للأبحاث
مختبرات الدكتور عبد القدير خان للأبحاث،  ((بالأردوية: خان تجربہ گاہ ومراکز تحقیق)‏) Dr. A. Q. Khan Research Laboratories أو KRL للاختصار، هو معهد أبحاث وطني متعدد البرامج وممول فيدراليًا وموقع مختبر وطني مخصص في المقام الأول لتخصيب اليورانيوم والحوسبة الفائقة وميكانيكا الموائع. تُديره وزارة الطاقة الباكستانية من خلال الشراكة بين الجامعات من خلال قوة شعبة الخطط الاستراتيجية بسبب حساسيتها. يقع الموقع في كاهوتا، على مسافة قصيرة شمال شرق روالبندي بإقليم البنجاب في باكستان.
جرى تنظيم الموقع لإنتاج مواد نووية صالحة للاستخدام في الأسلحة، وخاصة اليورانيوم المستخدم في صنع الأسلحة، كجزء من برنامج القنبلة الذرية السري الباكستاني في السنوات التي تلت الحرب الهندية الباكستانية عام 1971. وقد جرى اختياره ليكون موقعًا سريًا للغاية، وبناه فيلق المهندسين بالجيش الباكستاني بسرية تامة. بدأ تشغيله تحت إشراف مهندسي الجيش وانضم العلماء المدنيون إلى الموقع في أواخر عام 1976 خلال منتصف السبعينيات، كان الموقع حجر الزاوية في المرحلة الأولى من برنامج القنبلة الذرية الباكستاني، وهو أحد المواقع العديدة التي أجريت فيها أبحاث علمية سرية حول القنابل الذرية.
تتمتع المختبرات بمكانة مرموقة في إجراء البحث والتطوير لتكون قادرة على إنتاج اليورانيوم عالي التخصيب (HEU) باستخدام طريقة Zippe للطرد المركزي الغازي - والمستخدم الآخر لهذه الطريقة هو مجموعة يورنكو Urenco في هولندا. جرى توظيف العديد من الموظفين الفنيين، معظمهم من الفيزيائيين والرياضيين، يساعدهم مهندسون (سواء من الجيش أو المدنيون)، والكيميائيون، وعلماء المواد في تلك المختبرات. كما يجري إيفاد العلماء والمهندسين المحترفين لزيارة هذا المعهد، بعد خضوعهم لفحص صارم وفحوصات خلفية، للمشاركة كزائرين في المشاريع العلمية.
يُعد معهد KRL أحد أكبر مواقع أبحاث العلوم والتكنولوجيا في باكستان، ويجري بحثًا وتطويرًا متعدد التخصصات في مجالات مثل الأمن القومي واستكشاف الفضاء والحوسبة الفائقة.

## التاريخ
في وقت مبكر من السبعينيات، ركزت المرحلة الأولى من برنامج القنبلة الذرية الباكستاني جهودها الأساسية على إنتاج وتطوير جهاز نووي من البلوتونيوم يمكن استخدامه في صنع الأسلحة في إطار البحث الذي قادته هيئة الطاقة الذرية الباكستانية (PAEC) في مختبرها الوطني، المعهد الباكستاني للعلوم والتكنولوجيا النووية (PINSTECH) في نيلور. وفي عام 1974، أجرت الهند تجربة نووية مفاجئة، (بوذا المبتسم)، لذلك أطلقت الهيئة الباكستانية للطاقة الذرية مشروعًا سريًا لتخصيب اليورانيوم وأصبح المهندس النووي سلطان محمود مديرًا له - وانضم الدكتور عبد القدير خان إلى البرنامج في عام 1974 حيث عمل مستشارًا. بدأ العمل في موقع كاهوتا في عهد رئيس وزراء باكستان ذو الفقار علي بوتو. 
بعد الاختلاف مع حسابات المدير سلطان محمود وتقرير الجدوى المقدم إلى الحكومة، فصل رئيس الوزراء بوتو العمل عن هيئة الطاقة الذرية الباكستانية من خلال جعل الدكتور عبد القدير خان كبير علماءها في عام 1976. ثُم نُقل برنامج اليورانيوم إلى كاهوتا حيث جرى إنشاء المشروع باسم مختبرات البحوث الهندسية (Engineering Research Laboratories ERL). ووفقاً للدكتور خان، جرى استيراد المواد من أوروبا بمساعدة اثنين من مسؤولي المشتريات؛ أحدهم كان المهندس إكرام الحق خان، الذي جرى إيفاده إلى معهد KRL عن طريق اللواء علي نواب (هلال الامتياز العسكري) 1979.
ولرغبت بوتو في مهندس مدني قادر على الإشراف على البناء، فقد طلب بوتو من رئيس أركان الجيش الاختيار، واختار رئيس المهندسين العميد زاهد علي أكبر لقيادة البرنامج. ونظرًا لأن التجارب اعتبرت خطيرة للغاية بحيث لا يمكن إجراؤها في مدينة كبرى، فقد جرى نقل العمليات إلى مناطق جبلية نائية في شمال باكستان. أُعيد بناء الموقع بأكمله وكاهوتا في الثمانينيات حيث قام سلاح المهندسين تحت قيادة الفريق زاهد علي أكبر بذلك، مع الخدمات اللوجستية التي قدمتها خدمة الهندسة العسكرية. ومن خلال إجراء بحث سري، جرى تأمين المنشأة بشدة وأشرف على ذلك كل من الجيش الباكستاني والقوات الجوية الباكستانية. ومُنح جميع الموظفين شارات تسمح لهم بعبور نقطة التفتيش، كما أن المختبرات كانت محاطة بسياج وحراسة إلكترونيًا. 
كان الهدف من مختبر ERL هو تحفيز الابتكار وتوفير المنافسة لتصميم الأسلحة في PAEC. انضم بعض العلماء المشهورين، مثل الدكتور جي دي علم (عالم فيزياء نظرية) من PAEC إلى ERL وقاموا بتخصيب اليورانيوم في كاهوتا بينما دعمه أيضًا الدكتور تي إم شاه (عالم رياضيات) وأنور علي (عالم فيزياء) وبعض العلماء الآخرين. وسرعان ما قام الموقع بتركيب الآلاف من أجهزة الطرد المركزي الغازية، باستخدام طريقة زيبي، لتعمل بحوالي 65 ألف دورة في الدقيقة لمدة 10 سنوات في المتوسط. يحتوي اليورانيوم 235 (U235) على ~ 0.7% فقط من المواد المخصبة ويجري رفعه إلى أكثر من 90.0% من خلال ثلاث مراحل من التخصيب، مما يترك المادة الأصلية منضبة من 0.7% إلى 0.2%، والتي تُصبح من الدرجة المدنية والعسكرية. في السبعينيات، اعتمد ERL بشكل كبير على طريقة شركة يورنكو URENCO ولكنه قلل من الاعتماد عليها في عام 1979 بعد تطوير الأساليب المحلية من خلال الجهود التي درسها وتعلمها الدكتور جي دي علم والدكتور تي إم شاه. قدمت معامل KRL ادعاءات لم يتم التحقق منها في 1983-1984 بإجراء اختبارات تصميم الأسلحة. بعد زيارة الموقع في مايو 1981، أعاد الرئيس ضياء الحق تسمية ERL إلى مختبر أبحاث خان (KRL) تكريمًا لمؤسسه وكبير العلماء عبد القدير خان. أنشأت معامل خان KRL نظامًا للتحكم العددي بالكمبيوتر وذلك للتحكم في أجهزة الطرد المركزي الفائقة في عام 1983. وبحلول عام 1986، بدأت معامل KRL في إنتاج اليورانيوم عالي التخصيب (HEU) بالإضافة إلى تطوير الكريترون، بينما جرى العمل السري على تصميم سلاح اليورانيوم حيث جرى تحويل سداسي فلوريد اليورانيوم (UF6) إلى معدن اليورانيوم واستخدامه في صناعة الأسلحة. بدأت معامل KRL في نشر سلسلة من المقالات الأكاديمية حول الأرقام والأساليب الحسابية لتصميم أجهزة الطرد المركزي، بما في ذلك مقال عام 1987 شارك في تأليفه عبد القدير خان حول تقنيات موازنة دوارات أجهزة الطرد المركزي الفائقة المتطورة.
في التسعينيات، كان لدى معامل KRL عدد من أجهزة الحاسوب العملاقة وأنظمة الحوسبة المتوازية عالية الأداء المثبتة في المنشأة. وقد جرى إنشاء قسم موازي لديناميكيات الموائع الحسابية (CFD) متخصص في إجراء حسابات عالية الأداء على موجات الصدمة في تأثير الأسلحة من السطح الخارجي إلى النواة الداخلية باستخدام معادلات تفاضلية صعبة لحالة المواد المستخدمة في القنبلة تحت الضغط العالي.
وفي تقرير استقصائي نشرته مبادرة التهديد النووي، ورد أن العلماء الصينيين كانوا حاضرين في كاهوتا في أوائل الثمانينيات ــ وهو مؤشر غير مؤكد للمساعدة الصينية في تطوير المعدات في كاهوتا. وفي عام 1996، أكدت أجهزة الاستخبارات الأميركية أن الصين قدمت حلقات مغناطيسية لمحامل تعليق خاصة مثبتة أعلى أسطوانات الطرد المركزي الدوارة. في عام 2005، كُشف عن أن الحكومة العسكرية للرئيس ضياء الحق قد قامت بإدارة برنامج معامل KRL لليورانيوم عالي التخصيب في برنامج الأسلحة النووية الصيني. كما ذكر عبد القدير خان أن "معامل KRL قامت ببناء منشأة للطرد المركزي للصين في مدينة هانتشونغ ". 

## البحث الموسع
جرى دعم برامج البحث الأكاديمي وفرص التطوير في معامل KRL من أقسام الفيزياء في جامعة الكلية الحكومية في لاهور في البنجاب وجامعة كراتشي في السند. حيث دعمت معامل KRL برنامج الفيزياء الخاص بها من خلال التمويل وتقديم المنح الدراسية لطلاب الفيزياء والهندسة في جامعة الكلية الحكومية.
أدت الجهود المستمرة لجعل المختبرات أكثر كفاءة من الناحية العلمية إلى قيام وزارة العلوم بمنح ثلاثة برامج بحث وزمالة مع جامعة الكلية الحكومية بدعم من مؤسسة العلوم الباكستانية (PSF). منذ عام 1980 حتى الوقت الحاضر، تواصل معامل KRL تطوير العمل البحثي في الرياضيات الحسابية والحوسبة الفائقة والرياضيات المتقدمة للتطبيقات الموسعة للعلوم الطبيعية. 
في عام 1999، أنشأت معامل KRL معهد أبحاث في علوم الحاسوب في كاهوتا، وقد جرى دمجه لاحقًا في جامعة الهندسة والتكنولوجيا في تاكسيلا.
تدعم معامل KRL الأبحاث المدنية حول التكنولوجيا الحيوية والبيولوجيا المحوسبة والهندسة الوراثية مع جامعة كراتشي، بدعم من مؤسسة العلوم الباكستانية. نظمت معامل KRL مؤتمرًا حول البيولوجيا الحاسوبية في إسلام أباد لتقديم نظرة عامة على نطاق العلوم الحسابية.

## روابط خارجية
- مختبرات أبحاث كاهوتا
- تقرير الأمن العالمي
- باكستان طورت أجهزة طرد مركزي أكثر قوة، أسبوع الإلكترونيات النووية، 29 يناير 2007